# شهرستان سمینول (فلوریدا)
شهرستان سمینول، فلوریدا (به انگلیسی: Seminole County, Florida) یک سکونتگاه مسکونی در ایالات متحده آمریکا است که در فلوریدا واقع شده‌است.

## خصوصیات
شهرستان سمینول ۸۹۳٫۵۵ کیلومترمربع مساحت دارد.